# Frederick W. A. G. Haultain
Frederick William Alpin Gordon Haultain (Woolwich, Royaume-Uni 25 novembre 1857 – Montréal, Canada 30 janvier 1942) est un avocat, homme politique et juge canadien. Sa carrière dans les assemblées législatives provinciales et territoriales s'est étendue sur quatre décennies. Il est le premier premier ministre des Territoires du Nord-Ouest de 1897 à 1905 et il est reconnu comme ayant une contribution importante à la création des provinces de l'Alberta et de la Saskatchewan. À partir de 1905, il est chef de l'opposition officielle en Saskatchewan ainsi que chef du Provincial Rights Party. Sa carrière législative prend fin lorsqu'il est nommé à la magistrature en 1912.

## Jeunesse
Il est né à Woolwich, en Angleterre en 1857, fils de Frederick W. Haultain (1821 – 1882) et Lucinde Helen Gordon (1828 – 1915), et arrive à Peterborough, Canada-Ouest, avec sa famille en 1860. Il grandit à Peterborough et à Montréal, où il fait ses études à l'école secondaire de Montréal, avant de recevoir un baccalauréat ès arts de l'Université de Toronto. Il étudie ensuite le droit à Osgoode Hall et est admis au barreau du Haut-Canada en 1882 et des Territoires du Nord-Ouest en 1884.

## Politique des Territoires du Nord-Ouest
Haultain est élu pour la première fois à l'Assemblée législative du Nord-Ouest lors d'une élection partielle tenue le 5 septembre 1887. Il bat Charles Conybeare par une marge importante. Haultain gagne ses cinq élections suivantes par acclamation.
Haultain est nommé premier ministre des Territoires le 7 octobre 1897.

### Premier ministre
En tant que premier ministre, Haultain mène des négociations pour l'octroi du statut provincial. Haultain plaide pour que ces territoires soient admis comme une seule province nommée Buffalo et veut que la nouvelle province soit gouvernée par des gouvernements non partisans. Cependant, le gouvernement libéral fédéral de Wilfrid Laurier décide plutôt de créer deux provinces, l'Alberta et la Saskatchewan, en 1905.

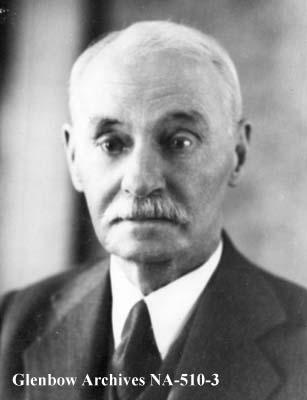
Haultain en 1941.

Frustré par les négociations avec le gouvernement libéral fédéral, Haultain s'identifie de plus en plus au Parti conservateur et fait campagne pour lui aux élections fédérales de 1904. Les libéraux de Laurier sont réélus.

## Politique en Saskatchewan
Haultain dirige le Provincial Rights Party lors des élections provinciales de 1905 en Saskatchewan, remportées par le Parti libéral de la Saskatchewan. De 1905 à 1912, Haultain siège à l'Assemblée législative de la Saskatchewan en tant que chef de l'opposition.

## Dernières années
En 1912, le gouvernement fédéral conservateur nouvellement élu de Robert Borden nomme Haultain juge en chef de la Cour supérieure de la Saskatchewan. Il est fait chevalier en 1916 et, en 1917, il est nommé juge en chef de la Cour d'appel de la Saskatchewan, poste qu'il occupe jusqu'à sa retraite en 1938.